# 苏村乡 (灵宝市)
苏村乡，是中华人民共和国河南省三門峽市灵宝市下辖的一个乡镇级行政单位。
位于灵宝市南部山区[1]，乡政府驻地苏村村，距市区17公里。全乡国土总面积292平方公里，耕地面积4925公顷，果园面积3827.35公顷。全乡共有32个村民委员会、317个村民组，总户数7273户，总人口27767人。中共苏村乡委员会下辖45个基层党组织，共有中共党员1002名。乡机关核定编制35名，年未实有31人。
苏村乡以粮食、果品、烟叶、畜牧为主，林业、中药材、食用菌也具有较强的产业优势。2005年，全乡固定资产投资完成5400万元；工农业总产值完成78801万元，其中农业总产值完成12485万元；乡级财政收入526.4万元，农民人均年纯收入2730元。

## 行政区划
苏村乡下辖以下地区：
苏村、王家会村、孙家沟村、原坡村、西村、东里村、淹里沟村、双庄村、李家洼村、周家原村、吕家原村、高家岭村、卢家沟村、阳坡渠村、段家凹村、福地村、郭家岭村、下湾村、董家沟村、庙沟村、田川村、秋家沟村、高梢村、固水村、宋峪村、周峪村、卫家磨村、胡坡村、张家沟村、水南村、翻里村和梨子沟村。